# Traité de Sans-Pareil
Pour les articles homonymes, voir Nonsuch (homonymie) et Sans-Pareil.
Le traité de Sans-Pareil, signé le 10 août 1585, est un traité d'alliance entre la reine d'Angleterre Elisabeth Ire et les États généraux de la république des Provinces-Unies, en guerre contre le roi d'Espagne Philippe II.
Ce traité intervient quelques jours avant la chute d'Anvers, assiégée depuis treize mois par les troupes d'Alexandre Farnèse, gouverneur général des Pays-Bas au nom de Philippe.
Le traité tire son nom du lieu de la signature, le palais de Sans-Pareil (Nonsuch Palace) dans le Surrey. 

## Contexte

### Insurrection des Pays-Bas contre Philippe II
Les Pays-Bas bourguignons, issus de l'héritage des ducs de Bourgogne, échoient en 1516 au prince Charles de Habsbourg (en tant qu'arrière-petit-fils de Charles le Téméraire), qui devient roi de Castille et roi d'Aragon la même année (en tant que petit-fils des Rois catholiques), puis est élu empereur en 1519 sous le nom de Charles Quint.
En octobre 1555, il cède les Pays-Bas à son fils aîné Philippe, qui devient roi d'Espagne en janvier 1556. À la suite de tensions politiques et religieuses, une révolte éclate en 1566 aux Pays-Bas, devenant une guerre à partir de 1568. En 1581, les insurgés proclament la déchéance de Philippe II (acte de La Haye), point de départ (de fait) des Provinces-Unies. Mais la guerre se poursuit, et de 1582 à 1585, Alexandre Farnèse reprend le contrôle des provinces de Flandre et de Brabant jusqu'à Anvers, prise le 18 août 1585. 

### Politique étrangère d'Elisabeth
Elizabeth a jusque là été prudente avec Philippe II, elle ne s'est pas engagée ouvertement contre lui. Mais elle ne peut pas permettre la disparition des Provinces-Unies, qui sont une puissance protestante. Elle formalise alors son soutien par un traité en bonne et due forme. 
De même, elle soutient les protestants français, notamment Henri de Navarre (Henri IV à partir de 1589), au cours de la huitième guerre de Religion, alors que les catholiques de la Ligue sont soutenus sans réserve par Philippe II (traité de Joinville conclu le 31 décembre 1584 entre Philippe II d'Espagne et la Ligue).

## Contenu du traité
L'Angleterre accepte d'envoyer aux Pays-Bas un corps expéditionnaire fort de 400 cavaliers et de 6 000 fantassins, et de verser aux insurgés néerlandais une contribution annuelle de 600 000 florins, soit un quart de leur effort de guerre, pour soutenir leur combat contre le roi d'Espagne. 
En gage de cet appui, les insurgés devaient remettre à leurs nouveaux alliés les ports d'Ostende, de Brielle et de Flessingue, ainsi que Fort Rammekens.
Le traité stipule aussi la nomination d'un gouverneur général des provinces rebelles anglais (le chef de l'insurrection, le prince Guillaume d'Orange (le Taciturne), ayant été assassiné en juillet 1584 par un agent espagnol. 

## Application du traité
La fonction de gouverneur général échoit à Robert Dudley, comte de Leicester. Son neveu Philip Sidney est nommé gouverneur d'Utrecht.
Les gages dus à l'Angleterre suscitent l'opposition des États de Zélande, qui payent le prix fort de cette alliance. 
Le corps expéditionnaire est effectivement envoyé, porté à 1 000 cavaliers et à 6 350 fantassins, puis à 8 000 hommes. Dans l'ensemble, les résultats militaires de l'expédition anglaise ne sont pas merveilleux : elle est notamment vaincue lors de la bataille de Zutphen (septembre 1586). Finalement, Robert Dudley est renvoyé en Angleterre par les États généraux. 

## Conséquences
Pour Philippe II, ce traité anglo-néerlandais est un casus belli.
Il lance alors la grande opération de l'Armada espagnole, dont l'objectif est d'occuper l'Angleterre et de renverser Elizabeth au profit d'un monarque catholique. Si « la défaite de l'Invincible Armada » n'est pas aussi cuisante que le veut la légende, toujours est-il qu'elle n'atteint aucun de ses objectifs et en particulier ne parvient pas à débarquer en Angleterre.
Les ressources consacrées à cette entreprise titanesque (10 millions de ducats) soulagent d'ailleurs les Provinces-Unies, surtout après l'échec de la tentative d'invasion en 1588.
Au total, la couronne d'Espagne consacra près de 110 millions de ducats à la campagne du Brabant qui suivit.[pas clair]